# فرانز يوهان هوفمان
فرانز يوهان هوفمان (و. 1906 – 1973 م) هو نادل، وضابط من الإمبراطورية الألمانية، وألمانيا النازية، وألمانيا الغربية، ولد في هوف، كان عضوًا في الحزب النازي، كان عضوًا في شوتزشتافل، توفي في اشتراوبينغ، عن عمر يناهز 67 عاماً.